# Hápka Péter
Hápka Péter, Kökényesy Péter, névváltozat: Kökényesi (Kökényes, Máramaros vármegye, 1885. június 30. – Lengyeltóti, 1961. február 25.) ügyvéd, kárpátaljai autonómiapárti magyar politikus, magyarországi országgyűlési képviselő.

## Élete
Görög katolikus vallású családban született, szülei Hápka György és Bálint Erzsébet. A kolozsvári egyetemen folytatott jogi tanulmányai után 1909-ben Máramarosszigeten szerzett ügyvédi oklevelet, majd a Tisza mentén fekvő hajdani koronavárosban, Técsőn nyitott irodát. Az első világháború kitörését követően 1914 végén vonult be katonai szolgálatra a 3. számú honvéd tüzérezredhez, és két és fél év szolgálatot teljesített orosz, román és olasz harctereken, mielőtt – négy vitézségi érem és a hadnagyi rendfokozat birtokában – olasz fogságba esett. A fogságból 1919 márciusában szabadult, mint tartalékos hadnagy.
Técső térsége 1919. április 17-étől 1920 júliusáig román, onnantól cseh megszállás alatt állt, de ő maga ez idő alatt folyamatosan a máramarosi magyarság érdekeit igyekezett szolgálni. Szinte valamennyi magyar megmozdulás szervezésében és irányításában részt vett, a magyar pártszerveződés elnökségi tagjává is megválasztották. Folyamatosan jelen volt Técső képviselő-testületében, valamint a közbirtokosság vezetőségében is.
1939 elején a térség egy rövid életű államformáció, az eredetileg magyar–ruszin származású görögkatolikus pap, Volosin Ágoston vezette Kárpát-Ukrajna uralma alá került, Hápka ebben az időben állandó üldöztetésben részesült, kétszer le is tartóztatták. A Kárpáti Szics uralma idején mégis titokban megszervezte Técső férfilakosságát, majd a lefegyverzett cseh csendőrök és pénzügyőrök fegyvereivel – valamint azokkal a gépfegyverekkel, amiket egy orosz származású alezredestől szerzett –, olyan nemzetőrséget hívott életre, amely nemcsak a várost, de a környező településeket is meg tudta védeni a Szics-gárdistáktól, a magyar katonaság 1939. március 16-i bevonulásáig.
Miután a környék visszakerült Magyarországhoz, a magyar kormány a Técsői járás miniszteri biztosává nevezte ki, az 1939-es általános választások után pedig mandátumhoz jutott a budapesti országgyűlésben, a kárpátaljai meghívott képviselők egyikeként. Helyét 1939. június 30-án foglalta el, amikor is az igazságügyi, illetve a mentelmi bizottság tagjává is megválasztották. 1940. április 30-án azonban lemondott képviselői megbízatásáról, mert pár nappal korábban, április 24-én a kormányzó – Radocsay László igazságügy-miniszter előterjesztésére – miniszteri tanácsossá nevezte ki, „a kárpátaljai terület kormányzói biztosa mellé, az igazságügyi minisztérium központi fogalmazási tisztviselőinek létszámába”. E minőségében nyerte el 1941. december 6-án a Nemzetvédelmi Keresztet.
1942. február 6-án hívták meg újra a magyar országgyűlésbe – ekkor már vitéz Kökényesy Hápka Péter néven, mint nyugalmazott miniszteri tanácsost –, ahol február 9-én Tasnádi Nagy András házelnök mutatta be. Néhány héttel később, 1942 áprilisában Bánffy Dániel földművelésügyi miniszter vadászati tudósítónak nevezte ki a Técsői járás területére; érdekes módon ezúttal születési nevén említette a kinevezési irat. Az 1942 nyarán megjelent közhivatali cím- és adattárban viszont vitéz Kökényesy (Hápka) Péter néven szerepelt. A törvényhozásban 1942. március 12-étől a közgazdasági és közlekedésügyi, majd 1943. április 13-ától a társadalompolitikai bizottság tagja lett.
Kárpátalja 1944 októberi szovjet katonai megszállása elől a Dunántúlra menekült és 1945-ben a Somogy vármegyei Lengyeltóti községben nyitott ügyvédi irodát. 1955-től már ügyvédi munkaközösségben dolgozott, de az 1958. évi felülvizsgálat során alkalmatlanság címén törölték az ügyvédek névjegyzékéből. 1961-ben hunyt el.

## Magánélete
Ismeretlen időpontban Kökényesy névre magyarosított. Felesége Novák Aranka (1900–1990) volt, akivel Úrmezőn kötött házasságot 1919-ben. Közös sírban nyugszanak Lengyeltótiban.